# David James Walker
David „Dave“ James Walker PC QC (* 10. Mai 1905 in Toronto, Ontario; † 22. September 1995) war ein kanadischer Politiker der Progressiv-konservativen Partei (PC), der fünf Jahre lang Mitglied des Unterhauses sowie zwischen 1963 und 1989 26 Jahre lang Mitglied des Senats war. Er bekleidete außerdem von 1959 bis 1962 mehrere Ministerämter im 18. kanadischen Kabinett von Premierminister John Diefenbaker.

## Leben
Walker absolvierte nach dem Besuch des Jarvis Collegiate Institute ein grundständiges Studium an der University of Toronto, welches er mit einem Bachelor of Arts (B.A.) beendete. Ein anschließendes postgraduales Studium der Rechtswissenschaften an der Osgoode Hall Law School der York University schloss er mit einem Doktor der Rechte (LL.D.) ab und nahm danach eine Tätigkeit als Barrister auf. Später war er auch Staatsanwalt (Crown Prosecutor) und wurde für seine anwaltlichen Verdienste zum Kronanwalt (Queen’s Counsel) ernannt. 
Bei der Wahl vom 10. August 1953 kandidierte Walker für die Progressiv-konservative Partei im Wahlkreis Rosedale ohne Erfolg für ein Mandat im Unterhaus. Er wurde allerdings bei der darauf folgenden Wahl vom 10. Juni 1957 in diesem Wahlkreis zum Abgeordneten des Unterhauses gewählt und gehörte diesem bis zu seiner Niederlage bei der Wahl am 18. Juni 1962 an. Nach dem Wahlsieg der PC bei der Unterhauswahl vom 10. Juni 1957 wurde Walker am 19. August 1957 Parlamentarischer Assistent von Justizminister und Attorney General Davie Fulton und bekleidete diesen Juniorministerposten bis zum 1. Februar 1958.
Am 20. August 1959 wurde Walker im Rahmen einer Kabinettsumbildung von Premierminister John Diefenbaker in das 18. kanadische Kabinett berufen und war dort bis zum 12. Juli 1962 Minister für öffentliche Arbeiten. Zeitgleich war er vom 20. August 1959 bis zum 12. Juli 1962 sowohl Minister mit der Verantwortung für die Nationale Hauptstadtkommission als auch Minister mit der Verantwortung für die Kanadische Hypotheken- und Wohnungsbaugesellschaft CMHC/SCHL (Canada Mortgage and Housing Corporation/Société canadienne d'hypothèques et de logement).
Nach seinem Ausscheiden aus dem Unterhaus wurde Walker am 4. Februar 1963 auf Vorschlag von Premierminister Diefenbaker zum Senator für Ontario ernannt. Dort vertrat er den Senatsbezirk Toronto bis zu seinem freiwilligen Mandatsverzicht am 30. September 1989 mehr als 26 Jahre lang.

## Veröffentlichungen
- Fun along the way: Memoirs of Dave Walker, Autobiografie, Toronto, Robertson Press, 1989
- Parliament and the constitutional debate, Mitautoren Don Blenkarn und Simon De Jong, in: Parliamentary Government, 1991.